# IP Геркулеса
IP Геркулеса (лат. IP Herculis) — одиночная переменная звезда в созвездии Геркулеса на расстоянии приблизительно 7256 световых лет (около 2225 парсек) от Солнца. Видимая звёздная величина звезды — от +13,6m до +12,5m.
Открыта Барреттом (H.G. Scott Barrett) в 1928 году*.

## Характеристики
IP Геркулеса — жёлто-белая пульсирующая переменная звезда типа RR Лиры (RRAB) спектрального класса G:. Радиус — около 4,2 солнечного, светимость — около 25,703 солнечной. Эффективная температура — около 6342 K.